# 12-й гвардійський танковий корпус (СРСР)
12-й гвардійський танковий Уманський ордена Леніна, Червонопрапорний, ордена Суворова корпус — оперативно-тактичне військове об'єднання в складі ЗС СРСР періоду Другої Світової війни.

## Історія існування
12-й гвардійський танковий корпус створений відповідно до наказу НКО СРСР № 0376с від 20 листопада 1944 року шляхом переформування 16-го танкового корпусу.
До січня 1945 року корпус діяв у складі 8-ї гвардійської армії, з січня 1945 й до кінця війни — у складі 2-ї гвардійської танкової армії.
19 квітня 1945 року частини корпусу, розвиваючи стрімкий наступ на Берлін, до кінця дня прорвали третю смугу оборони супротивника на ділянці Грунов, Буков.
Всього за роки війни корпус з боями пройшов понад 6000 км, вніс гідний внесок у перемогу над Німеччиною. Бойові подвиги воїнів корпусу високо оцінені радянським урядом: 112 солдатів, сержантів і офіцерів корпуса були удостоєні звання Героя Радянського Союзу, понад 35 тисяч — нагороджені орденами і медалями. На прапорах з'єднань і частин корпусу — 37 орденів.
У липні 1945 року 12-й гвардійський танковий корпус переформований у 12-у гвардійську танкову дивізію.

## Бойовий склад
- Управління корпусу.
- 48-а гвардійська танкова бригада.
- 49-а гвардійська танкова бригада.
- 66-а гвардійська танкова бригада.
- 34-а гвардійська мотострілецька бригада.
- 79-й гвардійський важкий танковий полк.
- 387-й гвардійський самохідний артилерійський полк.
- 393-й гвардійський самохідний артилерійський полк.
- 283-й гвардійський легкий артилерійський полк.
- 226-й мінометний полк.
- 75-й гвардійський зенітно-артилерійський полк.
- 89-й гвардійський мінометний дивізіон.
- Корпусні частини:
  - 18-й окремий гвардійський мотоциклетний батальйон;
  - 186-й окремий гвардійський батальйон зв'язку;
  - 136-й окремий гвардійський саперний батальйон;
  - 112-а окрема рота хімічного захисту;
  - 16-а (з 22.04.1945 — 816-а) окрема автотранспортна рота підвозу ПММ;
  - 168-а рухома танкоремонтна база;
  - 145-а рухома авторемонтна база;
  - 7-а авіаційна ланка зв'язку;
  - 16-й польовий автохлібозавод;
  - 2123-я військово-польова станція.

## Командування
- Командир корпусу:
  - Теляков Микола Матвійович, генерал-майор т/в (20.11.1944 — 26.04.1945)
  - Салмінов Михайло Федорович, генерал-майор т/в (26.04.1945 — 16.07.1945)
- Начальник штабу корпусу:
  - Біберган Давид Абрамович, полковник (20.11.44 — 16.07.1945)
- Заступник командира корпусу зі стройової частини:
  - Петрушин Микола Васильович, полковник (з 20.11.1944)
  - Максимов Георгій Максимович, полковник (на 01.45)
- Заступник командира корпусу з політичної частини:
  - Вітрук Андрій Авксентійович, полковник (20.11.1944 — 16.07.1945)

## Нагороди і почесні найменування
- Уманський — Наказ ВГК СРСР від 19.03.1944
- — Указ Президії ВР СРСР від 05.04.1945 — за зразкове виконання завдань командування в боях при оволодінні містами Хоензальца (Іновроцлав), Александров, Аргенау, Лабішин та виявлені при цьому звитягу і мужність.
- — Указ Президії Верховної Ради СРСР від 09.08.1944
- — Указ Президії Верховної Ради СРСР від 19.03.1944